# Paso de los Toros (município)
Paso de los Toros é uma localidade uruguaia do departamento de Tacuarembó, ao sul do departamento, entre o Rio Negro e o Arroyo Salsipuedes Grande. Está situada a 135 km da cidade de Tacuarembó, capital do departamento .

## Toponímia
O nome do município vem da localidade sede - Paso de los Toros.

## História
No passado esta região foi palco do Massacre de Salsipuedes
A localidade cabeceira foi reconhecida oficialmente como vila pela Lei 8.523 de 27 de novembro de 1929 e posteriormente em 1950 foi elevada à categoria de cidade pela Lei 11.962 del 1 de julho.
Com a criação do segundo nível administrativo (Municípios do Uruguai - Lei Nº 18567), a maioria das localidades com mais 2.000 habitantes foi transformada em município. Pela Lei Nº 18.653 de 15 de março de 2010 foi instituído o município de Paso de los Toros..
Quando foi criado o município, a localidade de Paso de los Toros agregou também outras duas localidades: Rincón del Bonete e Chamberlain.

## Economia
No território se localiza a Hidrelétrica Rincón del Bonete

## População
Segundo o censo de 2011 a localidade contava com uma população de 13.232 habitantes.
| Variação demográfica do município entre 2004 e 2011 |
|                                                     |

### Limites
De acordo com o Oficio Nº 195/13 da Corte Eleitoral, os limites desta unidade de governo são:
- A norte: Arroyo Pororó até sua foz no Arroyo Salsipuedes Grande e as nascentes deste arroyo (Cuchilla de Peralta, e as nascentes do Arroyo de las Ánimas.
- A leste: Arroyo de las Ánimas desde suas nascentes até sua foz no Lago Rincón del Bonete.
- A sul: Lago Rincón del Bonete até a foz do Arroyo de las Ánimas e até a foz do Arroyo Salsipuedes Grande.
- A oeste: Arroyo Salsipuedes Grande até sua foz no rio Negro.[9]

## Autoridades
A autoridade do município é o Conselho Municipal, sendo o alcalde ("prefeito") e quatro concejales
Alcaldes:
| Nº | Alcalde                 | Partido          | Inicio do mandato | Fim do mandato | Observações      |
| -- | ----------------------- | ---------------- | ----------------- | -------------- | ---------------- |
| 1  | Juan José López Sánchez | Partido Nacional | julho de 2010     | 2015           | Alcalde eleito   |
| 1  | Juan José López Sánchez | Partido Nacional | julho de 2015     | 2020           | Alcalde reeleito |

## Geminação de cidades
O município de Paso de los Toros não possui acordos de geminação com outras cidades